# Óscar Lebel
Werner Óscar Lebel Schott (Nueva Helvecia, 10 de maig de 1925 - Montevideo, 3 de febrer de 2016) va ser un mariner mercant, políglota, escriptor, professor i contraalmirall uruguaià.

## Biografia
Lebel va néixer a Nueva Helvecia, fill de Paula i Óscar Lebel. El seu pare va ser comerciant i soldat a la Primera Guerra Mundial (1914-1918), i membre de l'Església evangèlica. Va realitzar els seus estudis secundaris a Montevideo el 1940, ingressant al Liceu Militar i després a l'Escola Naval.
El 1946, va acabar els seus estudis de guàrdiamarina, iniciant la seva carrera com a oficial de l'Armada. Dominava cinc idiomes (espanyol, anglès, alemany, portuguès i francès). Va comandar el vaixell petrolier President Oribe (ROU AO 09) el 1962 i el buc d'aprovisionament logístic|vaixell d'aprovisionament logístic General Artigas (ROU 04).
Va exercir com a professor a l'Escola Naval i a l'Escola de Guerra Naval, i en dos períodes va presidir el Club Naval (1968-1972), situat al barri Carrasco de Montevideo.

El matí del 27 de juny de 1973, va sortir uniformat a la balconada de la seva casa a Montevideo, va col·locar la bandera uruguaiana i un cartell que deia: 
| «                                  | Sóc el Capità Óscar Lebel. Fora la dictadura. | » |
| — Oscar Lebel, 27 de juny de 1973. |                                               |   |

En 2011 va ser declarat Ciutadà Il·lustre de Montevideo.

### Vida privada
Es va casar i va ser pare de tres fills: Alex, Federico i Gerardo Lebel.
Va morir el 3 de febrer de 2016, als 90 anys.

## Llibres
- 2001, El viejo Günter, ISBN 9974-7921-1-8
- 2002, El cocinero del rey, ISBN  9974771404
- 2003, ANCAP, ISBN 9974-7714-5-5
- 2008, La muerte de lobo, ISBN 9789974808843
- 2010, Biografía de un hombre que perdió el miedo, ISBN 978-9974-8279-2-9